# Ніколя Девільдер
Ніколя Девільдер (фр. Nicolas Devilder; нар. 25 березня 1980) — колишній французький тенісист.
Найвищу одиночну позицію світового рейтингу — 60 місце досяг 8 вересня 2008, парну — 197 місце — 23 березня 2009 року.
Здобув 1 парний титул.
Найвищим досягненням на турнірах Великого шолома було 3 коло в одиночному розряді.
Завершив кар'єру 2013 року.

## Фінали турнірів ATP за кар'єру

### Парний розряд: 1 (1–0)
| Легенда                                     |
| ------------------------------------------- |
| Турніри Великого шлема (0–0)                |
| Фінали Світового туру ATP (0–0)             |
| Серія Мастерс 1000 Світового Туру ATP (0–0) |
| Серія 500 Світового туру ATP (0–0)          |
| Серія 250 Світового туру ATP (1–0)          |

| Фінали за покриттям |
| ------------------- |
| Тверде (0–0)        |
| Ґрунт (1–0)         |
| Трава (0–0)         |
| Килим (0–0)         |

| Результат | В-П | Дата     | Турнір            | Покриття | Партнер         | Суперники                             | Рахунок                      |
| --------- | --- | -------- | ----------------- | -------- | --------------- | ------------------------------------- | ---------------------------- |
| Перемога  | 1–0 | Вер 2008 | Бухарест, Румунія | Ґрунт    | Поль-Анрі Матьє | Маріуш Фирстенберг Марцін Матковський | 7–6(7–4), 6–7(9–11), [22–20] |

## Фінали ATP Челленджер і ITF Ф'ючерс

### Одиночний розряд: 22 (14–8)
| Легенда              |
| -------------------- |
| ATP Челленджер (9–5) |
| ITF Ф'ючерс (5–3)    |

| Фінали за покриттям |
| ------------------- |
| Тверде (2–0)        |
| Ґрунт (12–8)        |
| Трава (0–0)         |
| Килим (0–0)         |

| Результат | В-П  | Дата     | Турнір                          | Рівень     | Покриття | Суперник              | Рахунок                   |
| --------- | ---- | -------- | ------------------------------- | ---------- | -------- | --------------------- | ------------------------- |
| Поразка   | 0–1  | Тра 2000 | Чилі F5, Сантьяго               | Ф'ючерс    | Ґрунт    | Маурісіо Хадад        | 2–6, 2–6                  |
| Перемога  | 1–1  | Лип 2002 | Франція F14, Сен-Рафаель (Вар)  | Ф'ючерс    | Тверде   | Бертран Контзлер      | 6–4, 4–6, 6–0             |
| Перемога  | 2–1  | Кві 2004 | Франція F6, Анже                | Ф'ючерс    | Ґрунт    | Марк Жікель           | 2–6, 6–3, 6–4             |
| Поразка   | 2–2  | Кві 2005 | Монца, Італія                   | Челленджер | Ґрунт    | Алессіо ді Мауро      | 1–6, 6–2, 3–6             |
| Поразка   | 2–3  | Тра 2005 | Острава, Чехія                  | Челленджер | Ґрунт    | Лукаш Длоуги          | 4–6, 6–7(4–7)             |
| Перемога  | 3–3  | Сер 2005 | Памплона, Іспанія               | Челленджер | Тверде   | Давид Гез             | 6–2, 6–1                  |
| Перемога  | 4–3  | Кві 2006 | Монца, Італія                   | Челленджер | Ґрунт    | Флавіо Чіполла        | 6–2, 7–5                  |
| Перемога  | 5–3  | Кві 2006 | Бергамо, Італія                 | Челленджер | Ґрунт    | Вернер Ешауер         | 1–6, 7–5, 6–4             |
| Перемога  | 6–3  | Чер 2006 | Кошиці, Словаччина              | Челленджер | Ґрунт    | Горка Фрайле          | 6–0, 6–1                  |
| Перемога  | 7–3  | Сер 2006 | Тімішоара, Румунія              | Челленджер | Ґрунт    | Пабло Сантос Гонсалес | 7–6(7–5), 6–2             |
| Поразка   | 7–4  | Вер 2006 | Баня-Лука, Боснія і Герцеговина | Челленджер | Ґрунт    | Марко Мірнеґґ         | 2–6, 4–6                  |
| Перемога  | 8–4  | Жов 2007 | Белу-Оризонті, Бразилія         | Челленджер | Ґрунт    | Марсель Гранольєрс    | 6–2, 6–7(4–7), 7–6(8–6)   |
| Перемога  | 9–4  | Чер 2008 | Брауншвейг, Німеччина           | Челленджер | Ґрунт    | Серхіо Ройтман        | 6–4, 6–4                  |
| Перемога  | 10–4 | Чер 2008 | Констанца, Румунія              | Челленджер | Ґрунт    | Адріан Унгур          | 6–3, 6–7(5–7), 7–6(12–10) |
| Поразка   | 10–5 | Лип 2008 | Лугано, Швейцарія               | Челленджер | Ґрунт    | Луїс Орна             | 6–7(1–7), 1–6             |
| Перемога  | 11–5 | Лип 2008 | Познань, Польща                 | Челленджер | Ґрунт    | Б'єрн Фау             | 7–5, 6–0                  |
| Перемога  | 12–5 | Лип 2011 | Бельгія F2, Havré               | Ф'ючерс    | Ґрунт    | Яннік Ретер           | 7–5, 6–3                  |
| Перемога  | 13–5 | Лип 2011 | Бельгія F5, Heist               | Ф'ючерс    | Ґрунт    | Петер Торебко         | 6–3, 7–6(8–6)             |
| Поразка   | 13–6 | Сер 2011 | Нідерланди F5, Енсхеде          | Ф'ючерс    | Ґрунт    | Антал ван дер Дейм    | 6–4, 4–6, 3–6             |
| Поразка   | 13–7 | Жов 2011 | Угорщина F3, Будапешт           | Ф'ючерс    | Ґрунт    | Аттіла Балаж          | 6–7(4–7), 5–7             |
| Перемога  | 14–7 | Січ 2012 | США F2, Санрайз                 | Ф'ючерс    | Ґрунт    | Олів'є Пасьянс        | 6–2, 6–3                  |
| Поразка   | 14–8 | Бер 2012 | Касабланка, Марокко             | Челленджер | Ґрунт    | Аляж Бедене           | 6–7(6–8), 6–7(4–7)        |

### Парний розряд: 9 (4–5)
| Легенда              |
| -------------------- |
| ATP Челленджер (2–0) |
| ITF Ф'ючерс (2–5)    |

| Фінали за покриттям |
| ------------------- |
| Тверде (2–2)        |
| Ґрунт (2–3)         |
| Трава (0–0)         |
| Килим (0–0)         |

| Результат | В-П | Дата     | Турнір                         | Рівень     | Покриття | Партнер            | Суперники                       | Рахунок          |
| --------- | --- | -------- | ------------------------------ | ---------- | -------- | ------------------ | ------------------------------- | ---------------- |
| Поразка   | 0–1 | Лип 2001 | Франція F11, Бург-ан-Бресс     | Ф'ючерс    | Ґрунт    | Крістоф Де Во      | Жульєн Беннето Ніколя Маю       | 4–6, 6–7(4–7)    |
| Поразка   | 0–2 | Лип 2001 | Франція F12, Екс-ан-Прованс    | Ф'ючерс    | Ґрунт    | Крістоф Де Во      | Сіріль Мартен Ентоні Росс       | 6–7(5–7), 1–6    |
| Поразка   | 0–3 | Січ 2002 | Франція F1, Грасс              | Ф'ючерс    | Ґрунт    | Крістоф Де Во      | Роберто Альварес Жордан Добль   | 4–6, 4–6         |
| Перемога  | 1–3 | Лют 2002 | Франція F4, Довіль (Кальвадос) | Ф'ючерс    | Ґрунт    | Крістоф Де Во      | Марко Нойтейбль Ян Вайнцірль    | 7–5, 4–6, 6–1    |
| Поразка   | 1–4 | Бер 2002 | Франція F7, Пуатьє             | Ф'ючерс    | Тверде   | Ніколя Турт        | Бенжамен Кассень Жерон Массон   | 3–6, 6–7(3–7)    |
| Поразка   | 1–5 | Кві 2002 | Ямайка F2, Монтего-Бей         | Ф'ючерс    | Тверде   | Тьєррі Гвардьйола  | Трес Дейвіс Філіп Ґубенко       | 1–6, 6–4, 3–6    |
| Перемога  | 2–5 | Лип 2002 | Франція F14, Сен-Рафаель (Вар) | Ф'ючерс    | Тверде   | Жан-Крістоф Форель | Жульєн Кюаз Сонні Кайомбо       | 6–4, 6–2         |
| Перемога  | 3–5 | Кві 2005 | Монца, Італія                  | Челленджер | Ґрунт    | Олів'є Пасьянс     | Урос Віко Массімо Бертоліні     | 7–5, 6–4         |
| Перемога  | 4–5 | Січ 2010 | Нумеа, Нова Каледонія          | Челленджер | Тверде   | Едуар Роже-Васслен | Флавіо Чіполла Сімоне Ваньйоцці | 5–7, 6–2, [10–8] |

## Досягнення
| W | Ф | ПФ | ЧФ | #Р | КТ | К# | DNQ | A | NH |

### Одиночний розряд
| Турніри Великого шолома                |     |     |     |     |     |     |     |     |     |     |                   |                   |                   |
| Відкритий чемпіонат Австралії з тенісу |     | К2р |     | 1р  | К2р | 1р  | К2р |     |     | К1р | 0 / 2             | 0–2               | 0%                |
| Відкритий чемпіонат Франції з тенісу   | К1р | К3р | К1р | 1р  | 2р  | 1р  | К3р | К1р | 3р  |     | 0 / 4             | 3–4               | 43%               |
| Вімблдонський турнір                   | К2р | К1р | К1р | 2р  |     | 2р  |     |     |     |     | 0 / 2             | 2–2               | 50%               |
| Відкритий чемпіонат США з тенісу       |     | К1р |     | 1р  | 2р  |     |     |     | К2р |     | 0 / 2             | 1–2               | 33%               |
| В-П                                    | 0–0 | 0–0 | 0–0 | 1–4 | 2–2 | 1–3 | 0–0 | 0–0 | 2–1 | 0–0 | 0 / 10            | 6–10              | 25%               |
| Тур ATP Мастерс 1000                   |     |     |     |     |     |     |     |     |     |     |                   |                   |                   |
| Indian Wells Open                      |     |     |     | К1р |     | 1р  |     |     |     |     | 0 / 1             | 0–1               | 0%                |
| Відкритий чемпіонат Маямі з тенісу     |     |     |     |     |     | 1р  |     |     |     |     | 0 / 1             | 0–1               | 0%                |
| Мастерс Монте-Карло                    | 2р  |     |     |     |     | К2р |     |     |     |     | 0 / 1             | 1–1               | 50%               |
| Мастерс Мадрид                         |     |     |     |     | К1р |     |     |     |     |     | 0 / 0             | 0–0               | –                 |
| Мастерс Париж                          |     |     |     |     | К1р |     |     |     |     |     | 0 / 0             | 0–0               | –                 |
| В-П                                    | 1–1 | 0–0 | 0–0 | 0–0 | 0–0 | 0–2 | 0–0 | 0–0 | 0–0 | 0–0 | 0 / 3             | 1–3               | 25%               |
| Рейтинг на кінець року                 | 198 | 173 | 95  | 115 | 73  | 225 | 414 | 356 | 204 | 0   | Призові: $959,449 | Призові: $959,449 | Призові: $959,449 |

### Парний розряд
| Турнір                                 | 2005 | 2006 | 2007 | 2008 | 2009 | SR    | В-П | % виграшів |
| -------------------------------------- | ---- | ---- | ---- | ---- | ---- | ----- | --- | ---------- |
| Турніри Великого шолома                |      |      |      |      |      |       |     |            |
| Відкритий чемпіонат Австралії з тенісу |      |      |      |      | 1р   | 0 / 1 | 0–1 | 0%         |
| Відкритий чемпіонат Франції з тенісу   | 2р   | 1р   |      | 2р   | 1р   | 0 / 4 | 2–4 | 33%        |
| Вімблдонський турнір                   |      |      | 1р   |      | 1р   | 0 / 2 | 0–2 | 0%         |
| Відкритий чемпіонат США з тенісу       |      |      |      | 1р   |      | 0 / 1 | 0–1 | 0%         |
| В-П                                    | 1–1  | 0–1  | 0–1  | 1–2  | 0–3  | 0 / 8 | 2–8 | 20%        |
| Рейтинг на кінець року                 | 328  | 0    | 744  | 214  | 0    |       |     |            |